# Zeolite

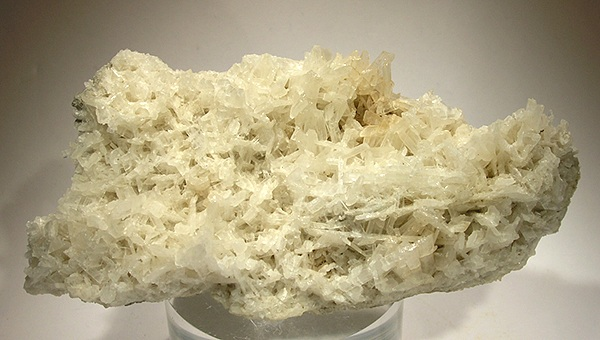
Bikitaite, un esempio di zeolite naturale.

Le zeoliti (dal greco ζέω, "bollire" e λίθος, "pietra" per il motivo che se le zeoliti vengono riscaldate si rigonfiano) sono alluminosilicati, sottoclasse dei tectosilicati, e costituiscono una famiglia di minerali con una struttura cristallina molto aperta e canali interconnessi.
Sono alluminosilicati con impalcatura tectosilicatica con ioni Na, Ca, K e molecole di H2O in quantità variabile in ampie cavità strutturali.
La parola zeolite fu coniata nel 1756 dal mineralogista svedese Axel Fredrik Cronstedt, che osservò il liberarsi di vapore acqueo dovuto all'acqua intrappolata nelle cavità scaldando uno di questi minerali, che si rigonfia e sembra bollire.
In natura esistono 46 tipi di zeoliti di origine diversa.

## Struttura cristallina
Le zeoliti sono dei tectoalluminosilicati con strutture cristalline costituite da tetraedri TO4 (T = specie tetraedrica, Si, Al, P, ecc.), i cui atomi di ossigeno sono condivisi con i tetraedri adiacenti; infatti, tali unità tetraedriche [SiO4]4- e [AlO4]5- condividono gli ossigeni in modo da formare ponti non-lineari.
Si può immaginare la struttura zeolitica come un insieme di tetraedri SiO4 e AlO4 che si legano tra di loro, secondo forme geometriche semplici, che si uniscono a formare unità complesse quali catene, anelli o gabbie di bassa energia potenziale. Proprio perché hanno strutture cristalline geometriche molto regolari, le zeoliti sono spesso utilizzate come catalizzatori data la loro selettività, infatti possono essere selettive nei seguenti modi:
- selettive per i reagenti

ovvero solamente alcuni reagenti possono essere catalizzati dalle zeoliti in quanto la precisa geometria del sito attivo implica proprio un'alta selettività oppure, vi sono molecole che sono invece stericamente impedite nell'accesso del sito attivo.
- selettive per i prodotti

quando avviene la reazione catalizzata dalle zeoliti, molto spesso si viene a formare solamente un enantiomero del prodotto (enantioselettività), il che le rende molto utili anche nel settore farmaceutico dove ad esempio nella produzione di farmaci si richiede la sola produzione della molecola enantiomericamente attiva (enantiomero D o L) evitando così la produzione di molecole non attive, o peggio addirittura nocive in taluni casi, in modo da aumentare anche la stessa resa del processo.
Come detto in precedenza essendo costituite da un insieme di tetraedri di SiO4 e AlO4 legati tra di loro, possiamo anche affermare che queste strutture hanno un carattere tendenzialmente acido e le stesse zeoliti possono essere rese ancora più acide attraverso la sostituzione in esse con alcuni gruppi atomici come gli alogeni (F, Cl, Br in genere).
Una classe importante di zeoliti possiede una struttura a gabbia.

Dato che le gabbie possiedono simmetria cristallina, le zeoliti rappresentano una classe di setacci molecolari con un'elevata selettività rispetto alla silice o al carbone attivo.

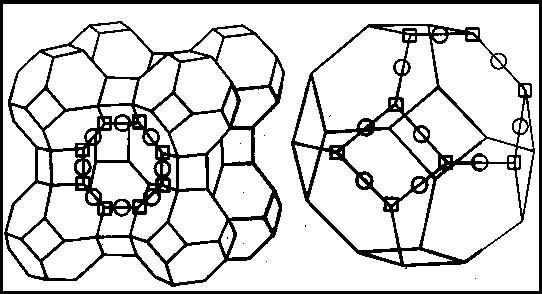
Struttura cristallina generica di zeolite.

All'interno delle strutture si formano varie cavità che possono essere riempite da acqua.
Il minerale può perdere H2O con l'esposizione all'aria, per riscaldamento o tramite sostituzione con metalli presenti.
La dimensione dei pori è importante, in quanto ad essi è legata l'azione catalitica: le molecole entrano in questi pori selettivamente e subiscono ad esempio le reazioni di cracking e di isomerizzazione. Inoltre il tipo di catione presente all'interno della struttura zeolitica influenza la cinetica di scambio ionico.

## Proprietà chimico-fisiche
Le proprietà zeolitiche sono la capacità di scambio cationico, la disidratazione reversibile e la porosità strutturale.
Lo scambio cationico è un processo chimico-fisico consistente nello scambio del catione contenuto all'interno della struttura cristallina con ioni presenti in soluzione che possiedono dimensioni e proprietà elettrostatiche compatibili con la struttura entro la quale vanno ad inserirsi. Ad esempio zeoliti naturali contenenti cationi sodio (Na+) o potassio (K+) sono in grado di scambiare specie ioniche quali calcio (Ca2+) e magnesio (Mg2+).
Le zeoliti possono scambiare i metalli siti nei loro canali con altri metalli; ad esempio se una zeolite di sodio viene immersa in una soluzione concentrata di ioni potassio tale zeolite diverrà una zeolite di potassio.
La disidratazione può avvenire per riscaldamento sottovuoto in quanto le zeoliti contengono molecole di acqua coordinata a ioni della struttura, quindi sono dei buoni agenti essiccanti.

## Utilizzi

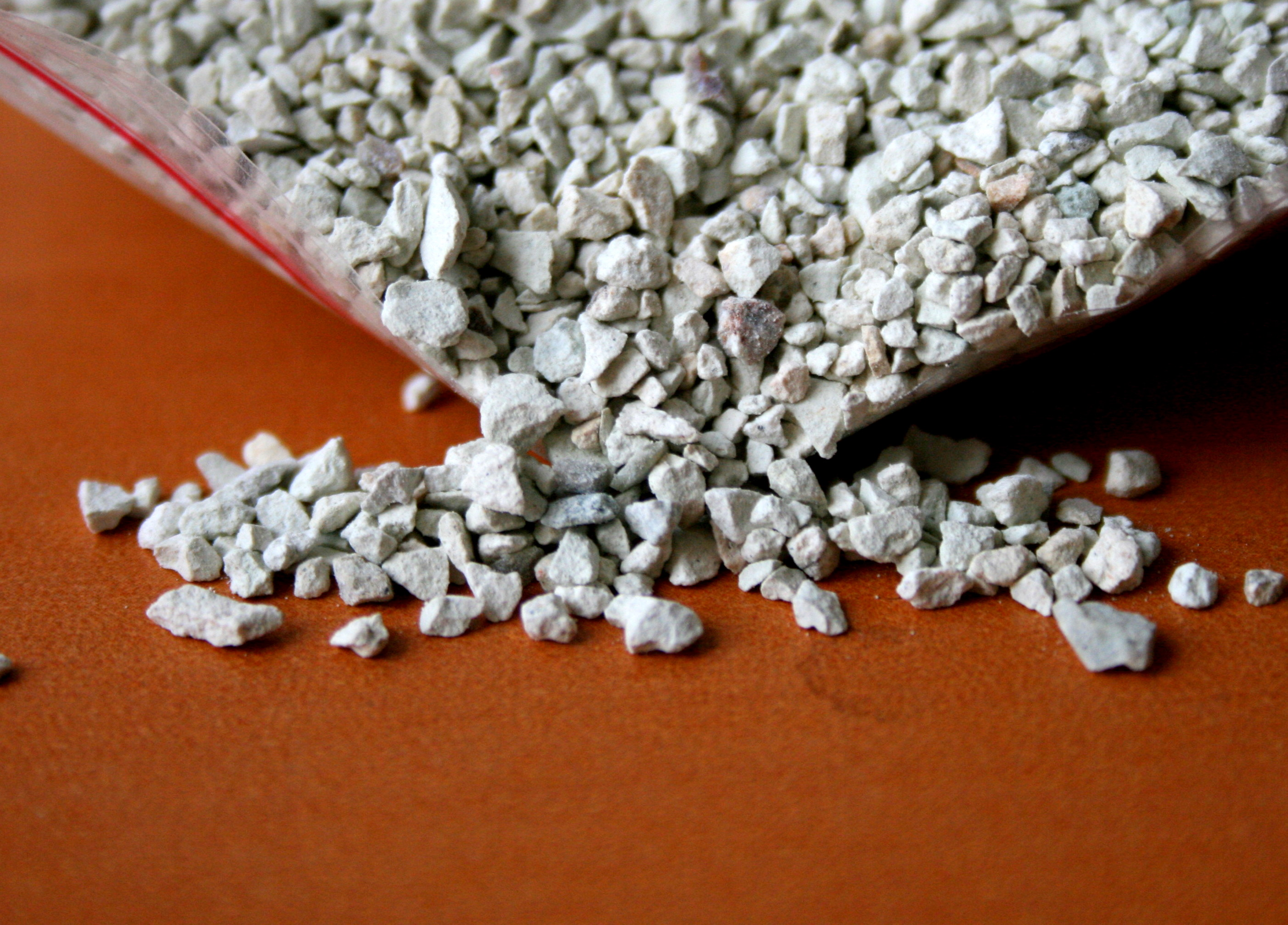
Zeoliti sintetiche.

Esistono numerose zeoliti naturali e di sintesi, di cui molte hanno proprietà utili in diversi settori come l'industria petrolchimica, l'edilizia, l'agricoltura e la zootecnia.
Industria
Le zeoliti sono noti catalizzatori, in quanto possiedono un'elevata area superficiale che permette di trattare una quantità di molecole 100 volte superiore rispetto ad un tradizionale catalizzatore amorfo. Inoltre possono agire come setacci molecolari grazie alla loro selettività.
Agiscono da setacci molecolari in diversi campi come nella raffineria e nell'industria petrolchimica, nei gas industriali e nelle fornaci, dove vengono impiegate per essiccare, purificare e separare sostanze chimiche da trattare.
Questi minerali sono sfruttati anche per la desalinizzazione delle acque di mare, sintetizzando una miscela di zeoliti con ioni argento (Ag+) e bario (Ba2+) che consentono di addolcire le acque. 
Importante è l'utilizzo della Zeolite-A addizionata con Na+ nei detergenti, per lavatrice e lavastoviglie. Questo processo permette lo scambio Na+-Ca2+ per contrastare le acque dure.
Edilizia
Le zeoliti assumono un ruolo significativo nella produzione di cartongesso, in quanto, assieme alle fibre di cellulosa tratte dalla carta riciclata e ai residui di argilla fibrosa conferiscono durezza superficiale al pannello di gesso.
La loro presenza permette una rimozione, attraverso uno scambio ionico, dagli agenti contaminanti nella carta straccia.
Altre applicazioni prevedono il mescolamento di zeoliti con malte per catturare componenti ammoniacali e trattenere l'umidità, prolungando la malleabilità del prodotto.
Agricoltura
La struttura microporosa delle zeoliti permette di assorbire o filtrare molecole liquide o gassose; infatti nei terreni assorbono acqua e la rilasciano lentamente evitando così, nei periodi caldi, un'eccessiva aridità del terreno.
Le zeoliti trattengono le sostanze nutritive evitando che quest'ultime vengano dilavate con la pioggia, un terreno ricco in zeoliti ha bisogno di un minor quantitativi di concime. 
Tali minerali fungono anche da correttori di pH e da stabilizzatori di temperatura.
Zootecnia

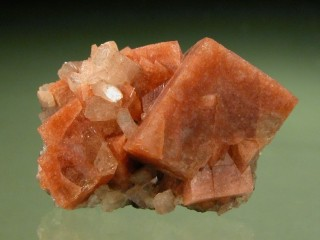
Chabasite.

La capacità di scambio ionico permette di trattenere e neutralizzare molecole selettive come ammonio, metalli pesanti e diverse sostanze organiche oltreché assorbire gas odorosi quali ammoniaca, acido solfidrico e mercaptani, assieme agli odori provenienti dalle biomasse delle stalle. Per questo le zeoliti sono di grande utilità nell’allevamento e nel trattamento dei reflui.
Di rilevante interesse zootecnico vi è la Chabasite che, grazie alla sua struttura, trattiene l’ammonio così da impedirne la trasformazione in ammoniaca limitandone quindi l’odore.
Recentemente le zeolite sono state addizionate ai mangimi di bovini, suini e avicoli per: aumentare la crescita dell’animale, ridurre gli odori e di conseguenza evitare infezioni alle vie respiratorie a causa dell’ammoniaca, combattere e ridurre la fragilità ossea, abbassare le aflatossine ed evitare casi di rabbia e cannibalismo.
In futuro seguiranno alcuni esperimenti svolti nel tentativo di studiare gli effetti della chabasite.
- Nel 1974 è stato condotto uno studio in Giappone, presso Keai farm, su 4000 maiali. Alcuni sono stati alimentati con mangime addizionato a chabasite, altri senza.

Si è osservato quanto riportato in tabella.
|                             | Ulcera gastrica | Polmonite | Dilatazione cardiaca | Mortalità   |
| --------------------------- | --------------- | --------- | -------------------- | ----------- |
| Mangime tradizionale        | 77 casi         | 128 casi  | 6 casi               | 4 individui |
| Mangime con 3% di Chabasite | 22 casi         | 51 casi   | 4 casi               | 2 individui |

- A sostegno della riduzione dei cattivi odori e alla fragilità ossea, IFIP (international Federation for Information Processing) ha compiuto una ricerca su un totale di 144 maiali controllando l’effetto della chabasite nell’alimentazione. Si è scoperto che l’ammonio nel liquame era ridotto del 30%, i cattivi odori ridotti del 40% e una conseguente diminuzione del 20% dell’emissione di ammoniaca e anidride carbonica (CO2) nell'atmosfera.[7][8]

## Storia
Il noto mineralogista svedese Alex F. Cronstedt, conosciuto per aver scoperto il nichel, nel 1756 descrive le particolari proprietà di un minerale proveniente dalla miniera di rame di Svappavari (Lapponia), identificate in piccole cavità di rocce di origine vulcanica.

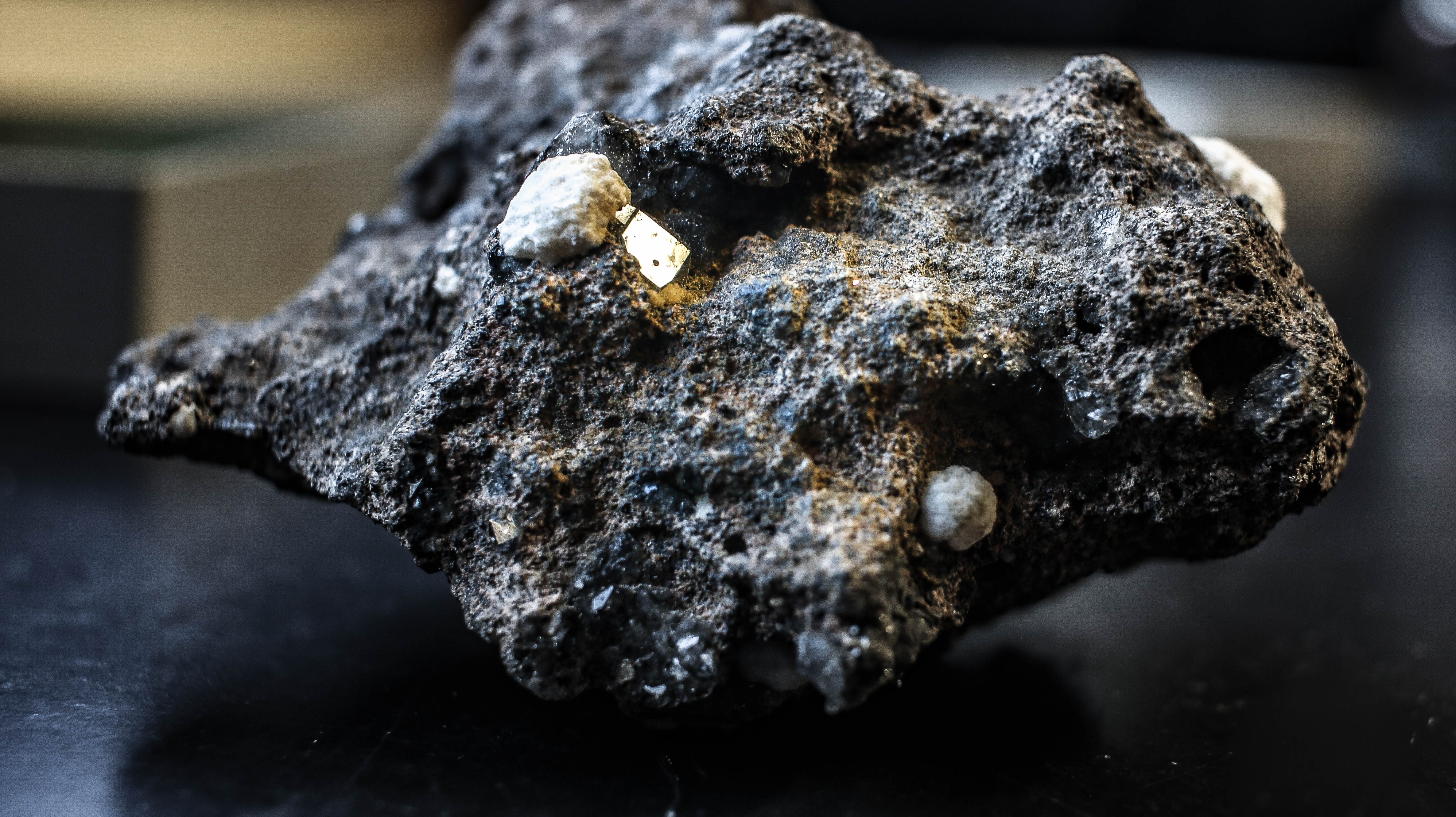
Zeoliti in roccia vulcanica.

Egli osserva che se posto su un letto di borace riscaldato ad alcune centinaia di gradi centigradi, questo minerale sembra bollire; infatti se sottoposte all’azione del calore, perdono acqua rigonfiandosi vistosamente. Per questa particolare proprietà, non rilevata in altri minerali conosciuti, Cronstedt conia il termine zeolite (dal greco zein=bollire e lithos=pietra).
Nel 1963 Joseph V. Smith propone la prima definizione di Zeolite come "un alluminosilicato con impalcatura tetraedrica tridimensionale aperta, le cui cavità possono ospitare cationi extra-impalcatura e molecole d'acqua, dotati di elevata mobilità che ne determina le caratteristiche proprietà di scambio ionico e di disidratazione reversibile”, ampliata poi con "Una zeolite è una sostanza cristallina con struttura caratterizzata da un'impalcatura di tetraedri uniti tra loro, dove ciascun tetraedro è formato da quattro ossigeni disposti attorno a un catione. Il framework comprende cavità aperte sotto forma di gabbie e canali. Queste cavità sono solitamente occupate da molecole di acqua e da cationi extra-framework scambiabili. I canali sono sufficientemente grandi da permettere il passaggio di specie ospiti. Nelle fasi idrate, la disidratazione interviene a temperature normalmente inferiori ai 400 °C ed è un processo reversibile. Il framework può essere interrotto da gruppi (OH, F); questi occupano un vertice di un tetraedro del framework che non è condiviso con i tetraedri adiacenti".
Anticamente le zeoliti naturali venivano utilizzate come scambiatori di ioni, disidratanti e setacci molecolari. Tuttavia per questi scopi vengono prodotte zeoliti sintetiche, più performanti, pertanto le zeoliti naturali vengono attualmente usate solo per scopi scientifici o collezionistici.
L'uso della zeolite come additivo alimentare è stato autorizzato in Giappone sin dal 1996, dove si è visto che l'aggiunta di zeolite comportava un maggiore valore nutritivo degli alimenti e minori disturbi digestivi. 
Dal 1998 ad oggi si sono registrati una quarantina di brevetti utilizzati in campo medico.
La zeolite fu utilizzata anche ad Hiroshima e Nagasaki, in seguito a Chernobyl, per aiutare le persone colpite da radiazioni. In tempi più recenti è stata utilizzata per ripulire il mare dalle radiazioni.
Oggigiorno le zeoliti hanno diversi impieghi nell'edilizia, nell'agricoltura, nella depurazione dei reflui e nell'assorbimento di micro e macro-molecole, grazie alle loro proprietà quali: ritenzione idrica, resistenza meccanica, permeabilità, densità.

## Le zeoliti sintetiche
Le zeoliti sintetiche vengono generalmente sintetizzate lavorando ad alte pressioni con l'ausilio di autoclavi, pur essendo talvolta ottenibili anche a pressione atmosferica. Ad esempio è possibile effettuarne una sintesi scaldando in autoclave a 100-200 °C una soluzione di idrossido di tetrapropilammonio, che fa da templante, con silice colloidale.
Le permutiti sono una classe di zeoliti sintetiche ottenute generalmente fondendo miscele di quarzo, caolino e soda; è possibile ricavarne varietà di composizione differente, che possiedono un migliore potere di scambio e hanno proprietà fisiche diverse rispetto alle zeoliti naturali.

## Gruppo delle zeoliti
Il gruppo delle zeoliti è una serie di gruppi di minerali con la struttura delle zeoliti, ed è suddiviso in sottogruppi; alcuni minerali (contrassegnati da *), pur essendo assegnati a un sottogruppo, non ne fanno ancora ufficialmente parte e sono in attesa di una conferma definitiva da parte dell'IMA.

### Sottogruppo della brewsterite
- Brewsterite-Ba
- Brewsterite-Sr

### Sottogruppo della chabazite-lévyne
- Cabasite-Ca
- Cabasite-K
- Cabasite-Mg
- Cabasite-Na
- Cabasite-Sr
- Lévyne-Ca
- Lévyne-Na
- Chiavennite*

### Sottogruppo della clinoptilolite
- Clinoptilolite-Ca
- Clinoptilolite-K
- Clinoptilolite-Na
- Cowlesite*

### Sottogruppo della dachiardite
- Dachiardite-Ca
- Dachiardite-Na
- Direnzoite*
- Edingtonite*
- Epistilbite*

### Sottogruppo dell'erionite
- Erionite-Ca
- Erionite-K
- Erionite-Na

### Sottogruppo della faujasite
- Faujasite-Ca
- Faujasite-Mg
- Faujasite-Na

### Sottogruppo della ferrierite
- Ferrierite-K
- Ferrierite-Mg
- Ferrierite-Na
- Ferrierite-NH4
- Ferrochiavennite*
- Flörkeite*

### Sottogruppo della garronite
- Garronite-Ca
- Garronite-Na
- Gaultite*

### Sottogruppo della gismondina
- Gismondina-Ba
- Gismondina-Ca
- Gismondina-Cr

### Sottogruppo della gmelinite
- Gmelinite-Ca
- Gmelinite-K
- Gmelinite-Na
- Gobbinsite*
- Goosecreekite*
- Gottardiite*

### Sottogruppo dell'heulandite
- Heulandite-Ba
- Heulandite-Ca
- Heulandite-K
- Heulandite-Na
- Heulandite-Sr
- Hsianghualite*
- Kirchhoffite*
- Laumontite*
- Loomisite*
- Lovdarite*
- Maricopaite*
- Martinandresite*

### Sottogruppo della mazzite
- Mazzite-Mg
- Mazzite-Na
- Merlinoite*
- Montesommaite*
- Mordenite*
- Mutinaite*
- Nabesite*

### Sottogruppo della natrolite
- Gonnardite
- Mesolite
- Natrolite
- Paranatrolite
- Scolecite
- Offretite*
- Pahasapaite*
- Parthéite*

### Sottogruppo della paulingite
- Paulingite-Ca
- Paulingite-K
- Paulingite-Na
- Perlialite*

### Sottogruppo della phillipsite
- Harmotome
- Phillipsite-Ca
- Phillipsite-K
- Phillipsite-Na
- Pollucite*
- Roggianite*

### Sottogruppo della stilbite
- Barrerite
- Stellerite
- Stilbite-Ca
- Stilbite-Na
- Terranovaite*

### Sottogruppo della thomsonite
- Thomsonite-Ca
- Thomsonite-Sr
- Tschernichite*
- Tschörtnerite*
- Wairakite*
- Weinebeneite*
- Wenkite*
- Willhendersonite*
- Yugawaralite*

### Minerali ancora non assegnati ad alcun gruppo
- Alflarsenite
- Amicite
- Ammonioleucite
- Analcime
- Bellbergite
- Bikitaite
- Boggsite